# Суперкубок России по гандболу среди мужчин
Суперкубок России по гандболу среди мужских команд — трофей, который разыгрывается в начале каждого сезона между чемпионом России прошлого сезона и обладателем Кубка России прошлого сезона. Если чемпионом и обладателем Кубка является одна и та же команда, то в матче за Суперкубок с чемпионом играет финалист Кубка. Розыгрыш трофея проводится Федерацией гандбола России и состоит из одного матча. Впервые трофей был разыгран в 2014 году. В настоящее время титульным спонсором турнира является букмекерская контора «Олимп», сменив в 2018 году социальную сеть «ВКонтакте».
В 2014—2022 годах обладателем Суперкубка России был подмосковный клуб «Чеховские медведи», который также побеждал все эти годы и в чемпионате. В 2023 году ЦСКА впервые выиграл чемпионат, а затем сумел победить и в Суперкубке.

## Регламент
Ежегодно для турнира разрабатываются приложения,
которые утверждаются Исполкомом ФГР и содержат состав участников,
систему, дату и место проведения соревнований, списки судей на площадке и
судей-инспекторов.
За Суперкубок проводится всего одна игра до победы одной из команд. Если клубы сыграли вничью, победителя определяют по результату дополнительного игрового времени. Оно включает в себя два тайма по пять минут с одноминутным перерывом. Если после этого счёт остался равным, назначается второе дополнительное время, оно также включает два тайма по пять минут с минутным перерывом. После которого, если ситуация не изменилась, назначают серию семиметровых штрафных бросков.
Победитель награждается переходящим кубком и получает звание «Обладатель Суперкубка России по гандболу N года». Обеим командам вручаются памятные доски.

## Список матчей за Суперкубок России
Бледно-синим цветом выделены чемпионы России предыдущего сезона
| Сезон | Победитель            | Финалист          | Счёт          | Место проведения | Статистика/видео |
| ----- | --------------------- | ----------------- | ------------- | ---------------- | ---------------- |
| 2014  | Чеховские медведи (1) | Пермские медведи  | 27:26 (13:14) | Чехов            |                  |
| 2015  | Чеховские медведи (2) | СКИФ              | 31:25 (16:12) | Краснодар        | подробнее        |
| 2016  | Чеховские медведи (3) | Нева              | 34:22 (15:10) | Москва           | подробнее        |
| 2017  | Чеховские медведи (4) | СКИФ              | 33:24 (19:13) | Краснодар        | подробнее        |
| 2018  | Чеховские медведи (5) | Спартак           | 22:21 (13:9)  | Чехов            | подробнее        |
| 2019  | Чеховские медведи (6) | Спартак           | 35:25 (17:12) | Москва           | подробнее        |
| 2020  | Чеховские медведи (7) | ЦСКА              | 27:24 (13:15) | Чехов            | подробнее        |
| 2021  | Чеховские медведи (8) | СКИФ              | 42:23 (18:9)  | Чехов            |                  |
| 2022  | Чеховские медведи (9) | Виктор            | 27:24 (12:14) | Чехов            |                  |
| 2023  | ЦСКА (1)              | Чеховские медведи | 31:26 (17:12) | Москва           |                  |
| 2024  | ЦСКА (2)              | Пермские медведи  | 35:32 (17:15) | Москва           |                  |